# Zuil van de Onbevlekte Ontvangenis

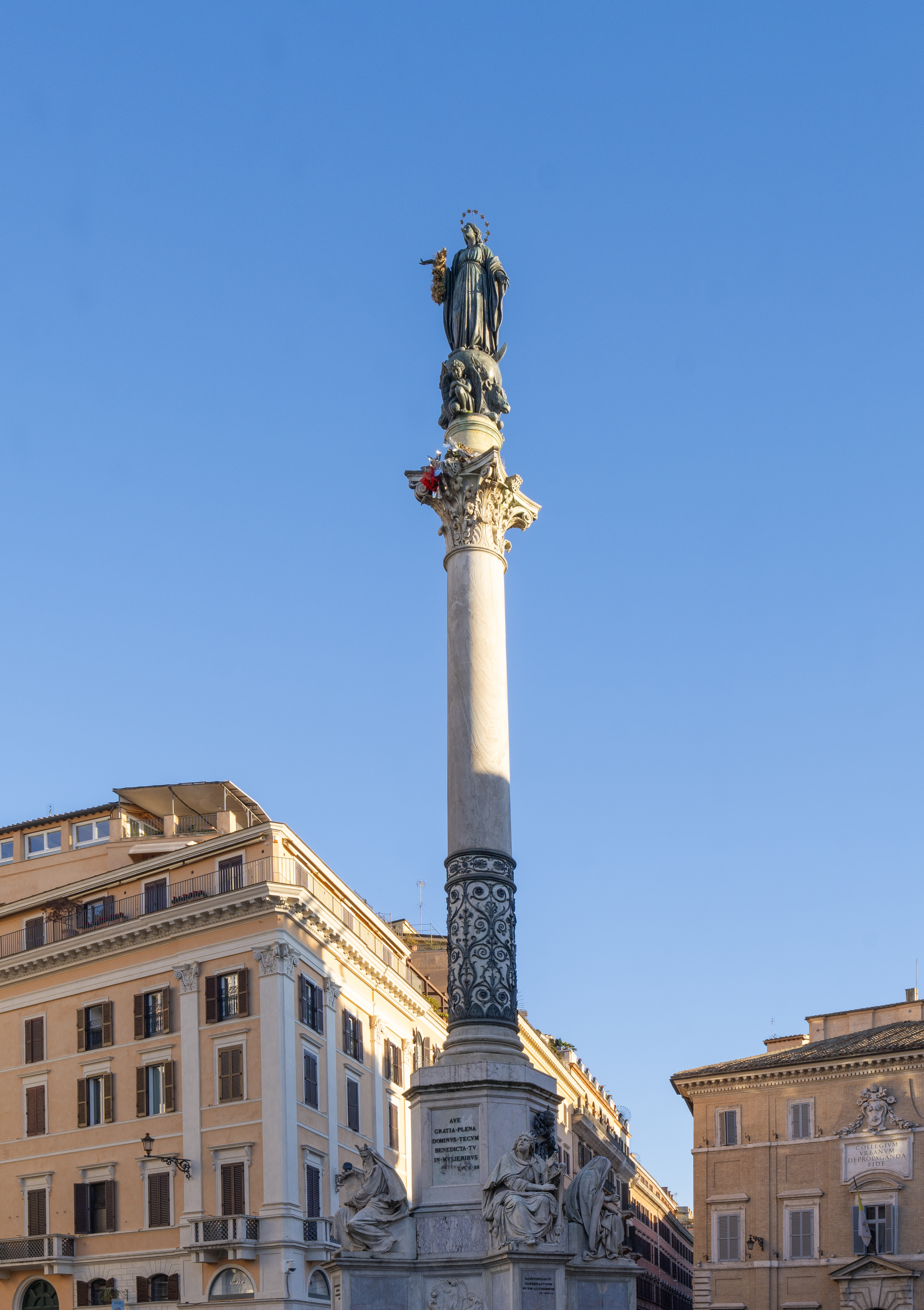
Zuil van de Onbevlekte Ontvangenis

De zuil van de Onbevlekte Ontvangenis (Italiaans:Colonna dell'Immacolata) is een erezuil op de Piazza Mignanelli, de zuidelijke uitloper van de Piazza di Spagna in Rome.

## Geschiedenis
De erezuil werd opgericht in opdracht van paus Pius IX en werd gefinancierd door Ferdinand II der Beide Siciliën; ze herinnert aan het dogma van de Onbevlekte Ontvangenis van Maria dat Paus Pius IX in 1854 had afgekondigd. Het monument werd ontworpen door de architect Luigi Poletti en werd geplaatst voor het Palazzo di Propaganda Fide.
Het monument werd onthuld op 8 december 1857. Meer dan 200 brandweermannen hadden meegewerkt aan de oprichting ervan. Elk jaar wordt op 8 december een herdenking gehouden, vaak in aanwezigheid van de paus, waarvoor de brandweer een boeket bloemen op de rechterarm van het Mariabeeld aanbrengt en het monument wordt versierd door leden van de Pauselijke Academie van de Onbevlekte Ontvangenis.

## Beschrijving
Het monument bestaat uit een marmeren voetstuk met diverse gebeeldhouwde voorstellingen, daarboven verrijst een zuil (11,8 m) van cipollino marmer, met een Korinthisch kapiteel. Deze zuil werd in 1777 gevonden in het Marsveld en wordt bekroond door een bronzen beeld van Maria, gemaakt door Giuseppe Obici. Op vier uitstekende hoekstukken van het voetstuk zijn beelden geplaatst van koning David (door Adamo Tadolini), de profeet Jesaja (door Salvatore Revelli), de profeet Ezechiël (door Carlo Chelli) en Mozes (door Ignazio Jacometti), elk begeleid van een Bijbeltekst in de sokkel onder het beeld. In het staande deel van de sokkel achter de beelden zijn inscripties in het Latijn aangebracht.

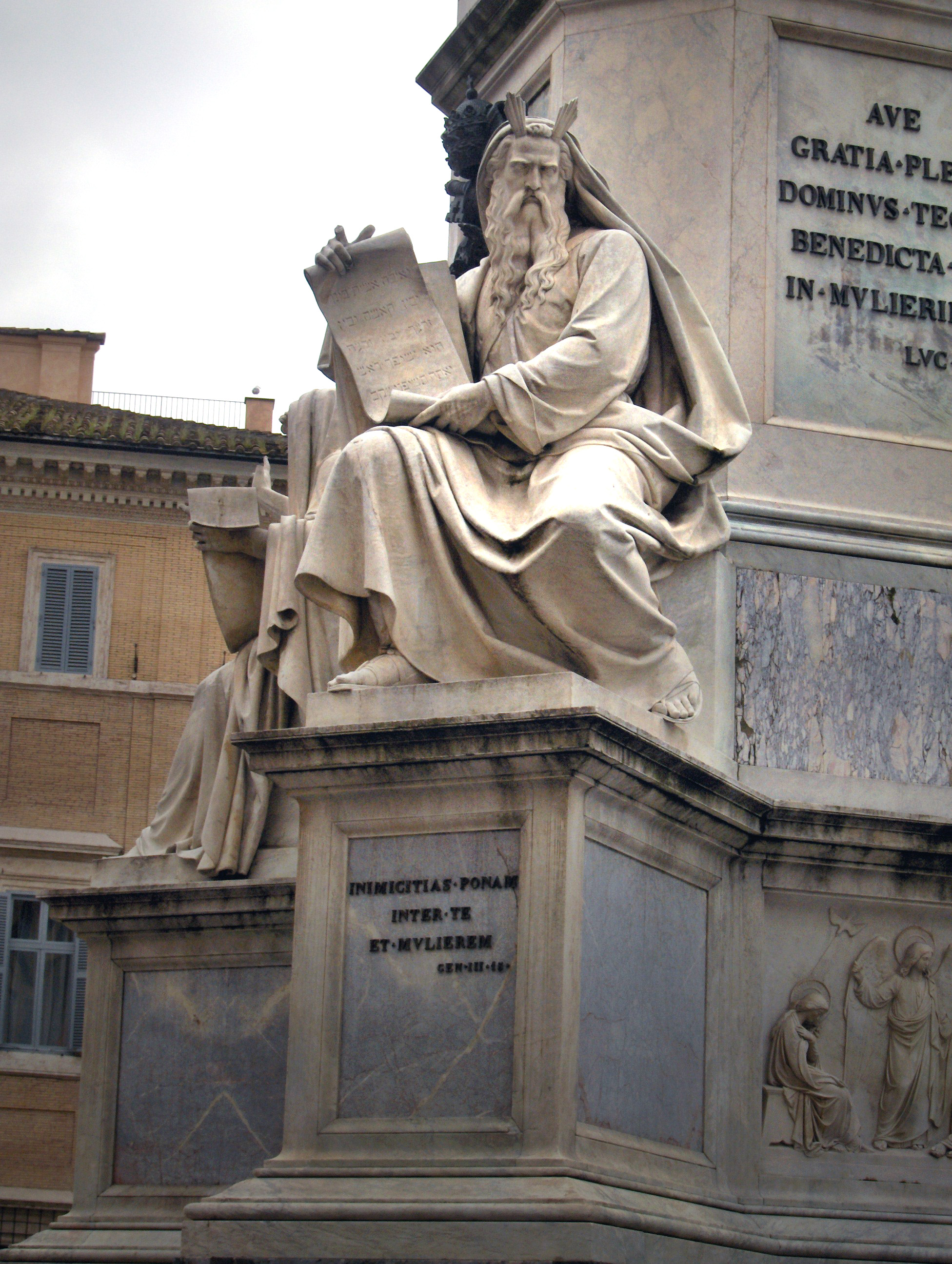
Mozes
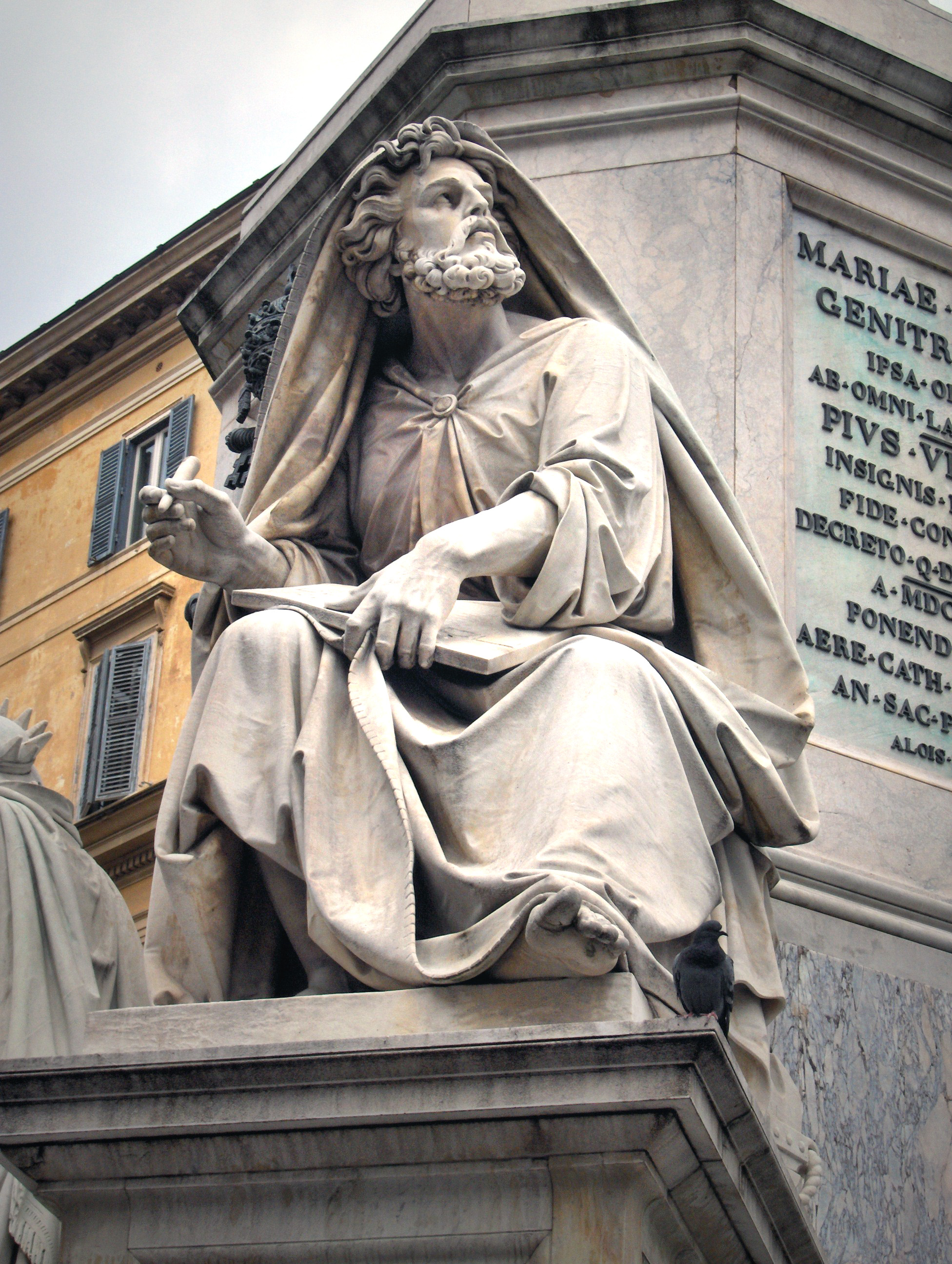
Jesaja
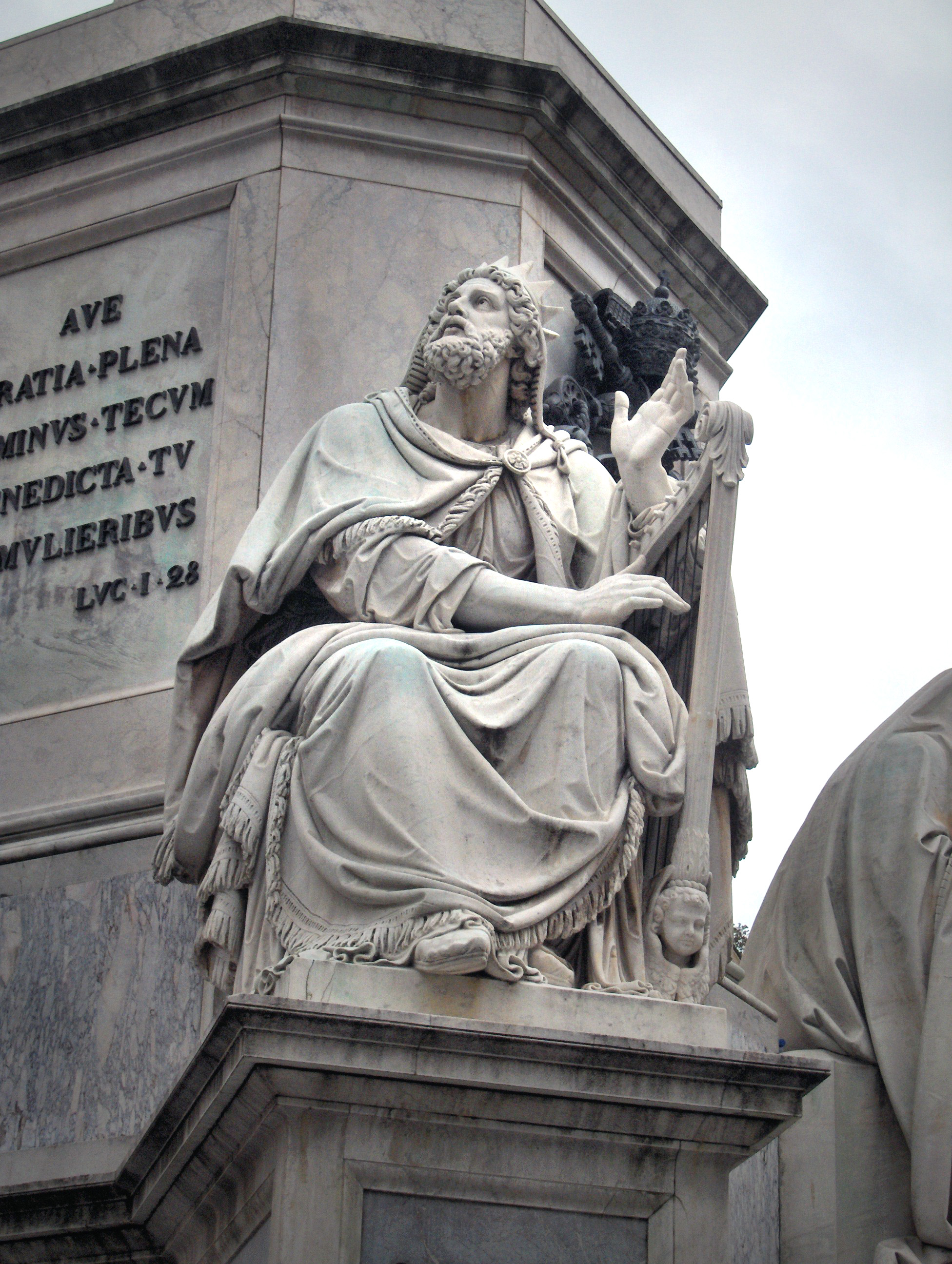
David
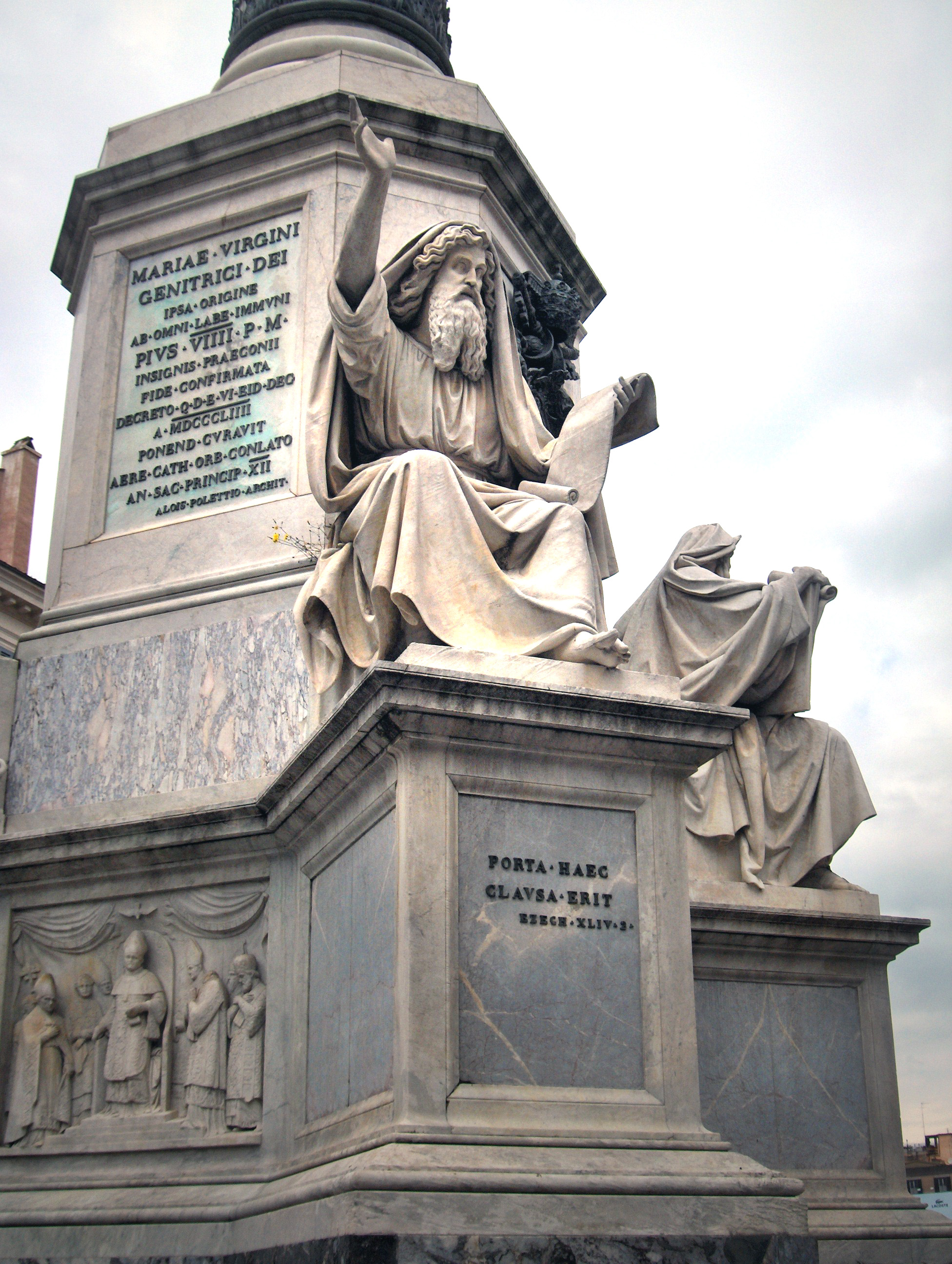
Ezechiël
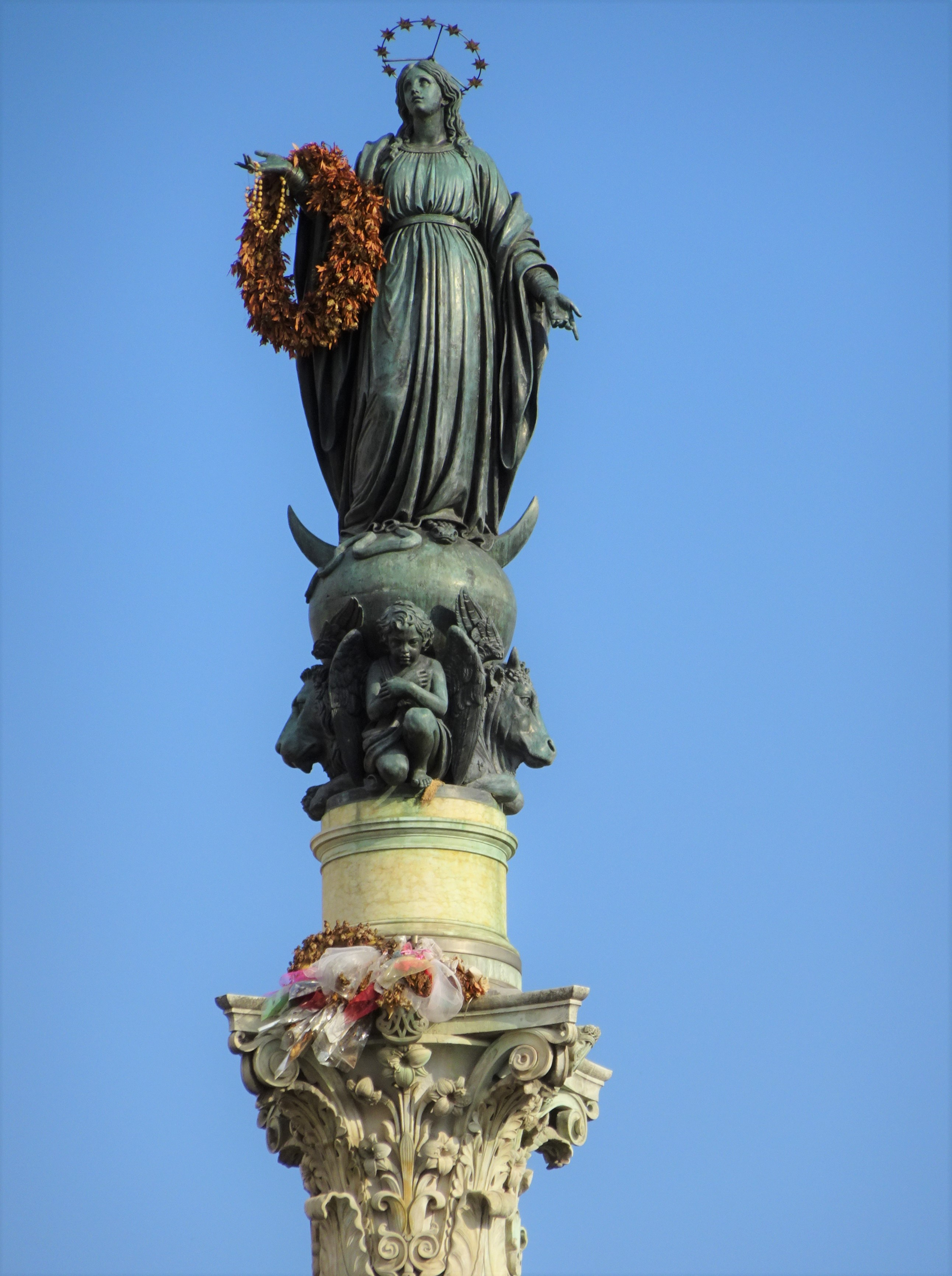
Mariabeeld op de zuil